# Terpsichore alsophilicola
Terpsichore alsophilicola är en stensöteväxtart som först beskrevs av Christ, och fick sitt nu gällande namn av Alan Reid Smith. Terpsichore alsophilicola ingår i släktet Terpsichore och familjen Polypodiaceae. Inga underarter finns listade.